# San Michele in Isola
San Michele in Isola är en romersk-katolsk kyrkobyggnad i Venedig, helgad åt den helige ärkeängeln Mikael. Kyrkan är belägen på ön San Michele i norra delen av Venedig och tillhör församlingen San Canciano.
Kyrkan uppfördes åren 1469–1477 i renässansstil efter ritningar av arkitekten Mauro Codussi. Det fristående kapellet – Cappella Emiliana – uppfördes av Guglielmo dei Grigi från 1528 till 1543. Adelsdamen Margherita Vitturi (död 1455), hade i sitt testamente lämnat en donation för byggandet av en kapell helgat åt Jungfru Marie bebådelse samt till minne av maken Giambattista Emiliani. Kapellets exteriör har två helgonskulpturer – Margareta och Johannes Döparen – utförda av Giovanni Battista da Carona.

## Bilder
| - Cappella Emiliana. |